# Musique de clavecin
Le clavecin est un instrument très important en Europe occidentale pendant près de trois siècles, du XVIe siècle au XVIIIe siècle.

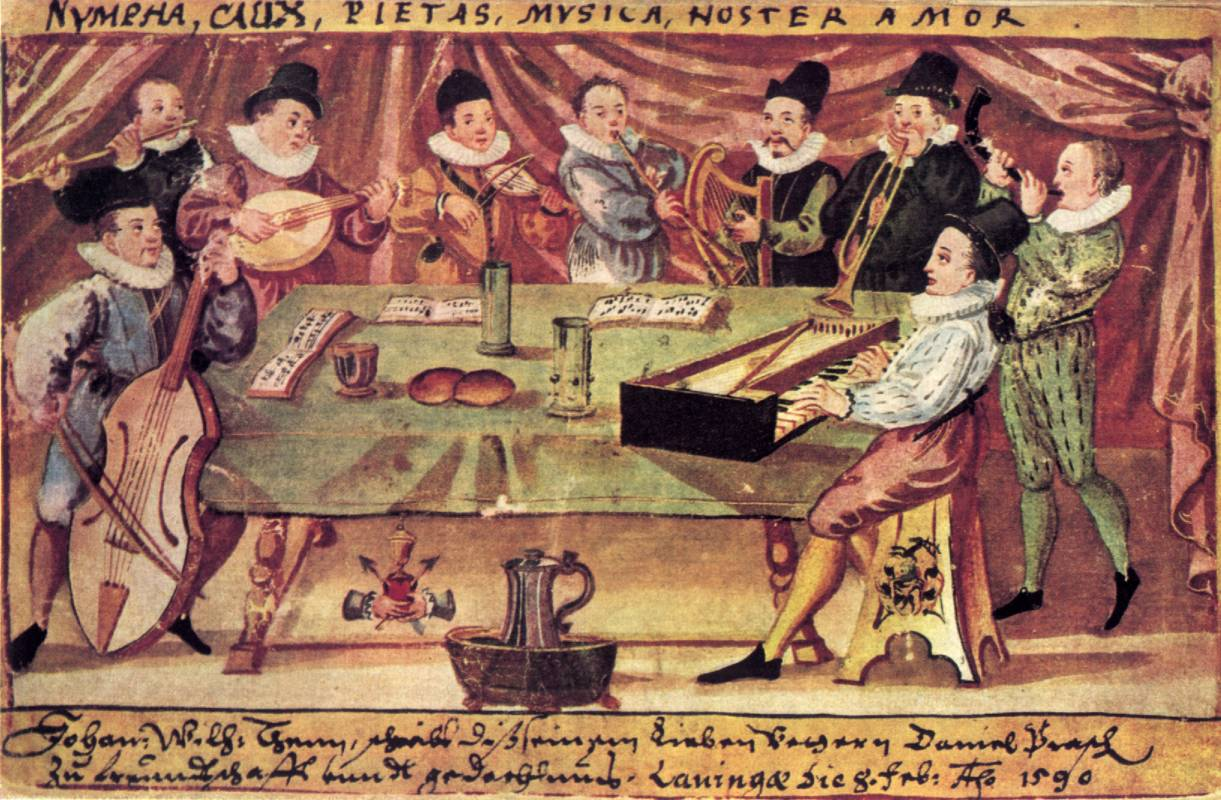
Collegium musicum.

Il est utilisé couramment, avec d'autres instruments (luth, viole de gambe), pour réaliser la basse continue. Il est aussi le destinataire d'un vaste et prestigieux répertoire pour soliste : c'est, avec l'orgue (mais dans un registre profane), l'instrument idéal pour réaliser le contrepoint. Pendant un siècle environ (1650-1750), la suite est la forme instrumentale privilégiée qui lui est associée mais il exécute aussi des toccatas, des fugues, fantaisies, etc. Au cours du XVIIIe siècle, on lui consacre aussi des sonates et des concertos mais il s'efface rapidement au profit du piano-forte.
Sa renaissance à la fin du XIXe siècle contribue surtout à faire revivre la musique ancienne mais suscite également la composition de nombreuses œuvres modernes et contemporaines.

## LeXVIesiècle
Les premières œuvres qui nous sont parvenues remontent au XVIe siècle. Dans le monde latin, l'écriture est proche de celle du luth qu'il remplace souvent. Dans les pays allemands, l'évolution du répertoire du clavecin reste indiscernable de celui de l'orgue, dont les praticiens sont les mêmes. Les clavecins tels l’épinette, en France, ou le virginal, en Angleterre, sont utilisés à cette époque pour l'interprétation de pièces profanes et légères, telles que transcriptions de chansons populaires et pièces à danser qui sont parfois perdues.
En France, au printemps de 1531, l'imprimeur-libraire Pierre Attaingnant publie une importante collection de 7 volumes de musique transcrite, arrangée et composée pour les instruments à clavier de son temps : « Dix neuf chansons musicales reduictes en la tabulature des Orgues Espinettes Manichordions, et telz semblables instrumentz musicaulx (sic) ». Ces œuvres sont alors indistinctement destinées aux orgues portatifs, clavecins et clavicordes de toutes formes.
La première fantaisie pour clavier est composée dans cette période, par le Napolitain Antonio Valente.
En Espagne, les compositions pour clavier consistent surtout en élaborations de pièces préexistantes, composées à l'origine pour des voix. Le maître de cette pratique est Antonio de Cabezón.

## LeXVIIesiècle
Les foyers initiaux du développement du répertoire sont multiples : l’Italie, les Pays-Bas, l’Angleterre, la France, les pays germaniques, de même que les formes musicales pratiquées. Celles-ci s’organisent principalement en trois grandes catégories dont chaque nation se fait, plus ou moins, une spécialité :
- mouvements de danse telles que pavane et gaillarde (France, Angleterre) ;
- pièces d’inspiration libre : ricercar, fantaisie, toccata, canzone (Italie) ;
- variations, voluntary (Angleterre).

Les compositeurs germaniques visitent l'Italie afin d'y puiser à la source et ont une prédilection pour la fugue, forme issue du ricercar, qu'ils porteront au plus haut point de développement.
Ces foyers ne sont donc pas isolés les uns des autres et nombreux sont les artistes qui quittent leur région d’origine pour aller à la découverte d’autres horizons. Ces musiciens sont au service des princes et des cours aristocratiques. Ils peuvent accompagner leurs commanditaires pendant leurs voyages et leurs ambassades, tel Frescobaldi séjournant en Flandres, Bernardo Pasquini à Paris. Ils peuvent aussi fuir un environnement politique défavorable, comme les Anglais Peter Philips et John Bull qui terminent leur carrière en Flandre après s'être enfuis de leur pays en proie aux luttes entre anglicans et catholiques. Le talent et la réputation de professeur des plus grands — Frescobaldi à Rome, ou Sweelinck à Amsterdam — attire de nombreux élèves et disciples.

### Angleterre

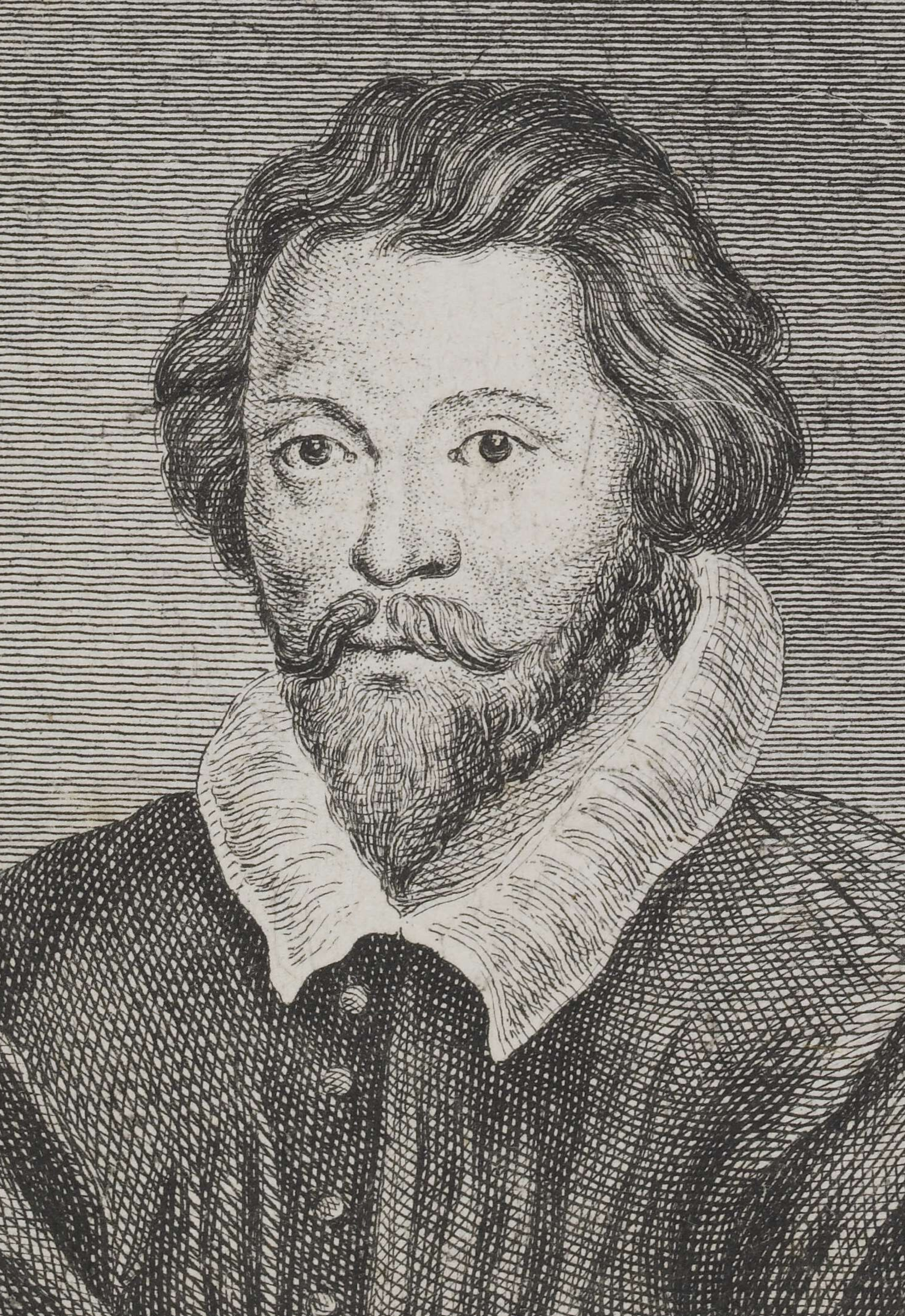
William Byrd.

L'Angleterre est, dès la fin du XVIe siècle, un des principaux foyers de la littérature pour cet instrument. Le premier grand maître est William Byrd ; il précède une série impressionnante de virginalistes (en particulier John Bull, Giles Farnaby, Peter Philips, Orlando Gibbons) qui, tous ou presque, disparaissent dans les années 1620-1630 ; cette musique pleine de verve et de fantaisie tire le meilleur parti du virginal et de ses dispositifs archaïques : clavier et registre uniques, étendue limitée, octave courte et feintes brisées. Après cette époque très féconde, aucun artiste anglais ne relèvera vraiment cette école si prometteuse. Henry Purcell n'écrit que très peu pour le clavecin, encore s'agit-il de courtes suites sans prétention, probablement à but didactique. Thomas Tomkins a écrit plusieurs pièces pour le virginal et pour l'orgue, dans un langage strictement polyphonique qui reste celui de la Renaissance en plein milieu du XVIIe siècle.

### Italie

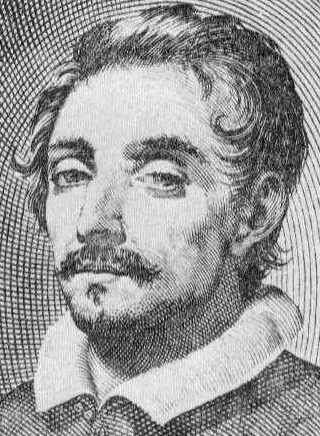
Girolamo Frescobaldi.

Les premiers noms à signaler sont ceux de Giovanni Maria Trabaci (ricercate, capricci, toccate, canzone etc. 1603/1615); Giovanni Picchi (Balli d'arpicordo, 1620); Ascanio Maione, qui au début du siècle compose deux livres de « Capricci per sonare », dont le style est souvent baroque plutôt que celui du XVIe siècle ; Gioan Pietro Del Buono qui compose un important recueil en 1641.
Mais le grand maître italien du clavecin au XVIIe siècle est Girolamo Frescobaldi, également organiste de Saint-Pierre de Rome. Disciple de Luzzasco Luzzaschi, son œuvre s'inscrit dans une longue tradition, mais surpasse tout ce qui s'était fait auparavant dans la péninsule. Elle est d'ailleurs, pour une bonne part, destinée aussi bien au clavecin qu'à l'orgue - l'orgue italien est un instrument d'assez petite taille, généralement dépourvu de pédalier. Cet artiste dont la renommée est européenne est un créateur de formes à l'imagination et à la fantaisie débordantes. Son génie s'exerce principalement dans les formes de la musique « pure » : canzone, ricercari, toccate, partite, fantasie, etc. L'enseignement de Frescobaldi diffuse dans toute l'Europe occidentale par ses nombreux disciples et admirateurs : cette influence parviendra jusqu'à Bach.
Après Frescobaldi, le principal claveciniste italien du XVIIe siècle est Bernardo Pasquini, qui a été en relation avec les musiciens français lors d'un voyage à Paris et qui a, lui aussi, formé un nombre important d'élèves, y compris allemands. Michelangelo Rossi compose aussi des toccate et autres pièces dans le style hérité de Frescobaldi.

### France
Chambonnières est souvent considéré comme le père de l'école française de clavecin. Il est d'ailleurs le premier, en France, à faire éditer ses pièces, en 1670. Toutefois, il a vraisemblablement hérité d'une longue tradition. Son œuvre est dédiée exclusivement aux danses et il adapte au clavecin le style « brisé » ou « luthé » des grands luthistes français de l'époque : ce style d'accords arpégés, qui tend à ne pas faire entendre les différentes voix simultanément, les notes inégales, qui raccourcissent à des degrés divers la deuxième d'un groupe de deux notes, une ornementation foisonnante et scintillante et l'utilisation presque exclusive de la forme « suite » resteront un siècle durant la marque de fabrique de tous ses successeurs en France. Les clavecinistes français auront également l'habitude de donner à leurs pièces des noms suggestifs qui désignent airs de danse ou « pièces de caractère ». Ils empruntent aussi au répertoire du luth deux genres de pièces spécifiques qui tomberont en désuétude vers la fin du XVIIe siècle : le tombeau et le prélude non mesuré.
Chambonnières a été le mentor d'un claveciniste de génie, Louis Couperin, mort à 35 ans et qui laisse une œuvre de premier plan de laquelle ressortent particulièrement les préludes non mesurés et les chaconnes, monumentales et dramatiques. L'un de ses chefs-d'œuvre est la fameuse pavane en fa # mineur, tonalité peu usitée à cette époque. La fin de la première moitié du siècle est marquée par le passage à Paris de l'allemand Johann Jakob Froberger, disciple de Frescobaldi qui entre en contact avec un cercle de musiciens dont fait partie Louis Couperin : il a une action décisive dans la « normalisation » de la suite et relie tradition italienne et tradition française. Jacques Hardel, autre disciple doué de Chambonnières, également mort jeune, ne laisse qu'une dizaine de pièces.
Les œuvres de Chambonnières et de Louis Couperin sont réunies dans les premier et deuxième livre du manuscrit Bauyn, conservé à la Bibliothèque nationale de France, à Paris, sous les cotes Rés. Vm7 674 et 675 .
Les autres grands noms de cette période sont Jean-Henri d'Anglebert (disciple et successeur de Chambonnières comme claveciniste du roi, ami de Lully dont il transcrit pour clavecin certains airs) et Nicolas Lebègue dont l'œuvre circule dans toute l'Europe (certaines de ses suites ont été faussement attribuées à Buxtehude) et qui, le premier, utilise le terme de « suitte » (sic). Jean-Nicolas Geoffroy laisse une œuvre importante, tant par sa qualité que par le nombre de pièces qui ne sera surpassé, chez les Français, que par François Couperin.

### Allemagne
Les Allemands composent peu pour le clavecin, se consacrant plutôt à l'orgue. Sweelinck est le professeur et le modèle des Allemands du nord. Ceux du sud vont se former en Italie, tels Froberger ou Kerll. Tous regardent aussi vers la France. L'art allemand est ainsi une synthèse des manières italienne et française influencée par une importance particulière donnée au contrepoint, trait que l'on retrouvera au plus haut degré chez Bach.
Vers le milieu du siècle, Johann Jakob Froberger réalise la synthèse de ces diverses traditions : originaire du Würtemberg, il travaille à Vienne, se rend à Rome auprès de Frescobaldi, parcourt toute l'Allemagne, visite les Flandres, se rend en Angleterre, fait un séjour à Paris où tout laisse à penser qu'il rencontre Louis Couperin car leurs amis sont communs et leur influence réciproque est manifeste. Il termine sa vie auprès d'une riche et noble mécène non loin de Montbéliard, aux confins des mondes français et germaniques. C'est Froberger qui, le premier, fixe la structure « classique » de la suite (allemande, courante, sarabande et gigue) qui ne porte pas encore ce nom. Il compose aussi des toccate, des partite de facture italienne. S'il ne l'invente pas, il pratique la « musique à programme » mais, curieusement, ne compose ni prélude non mesuré, ni chaconne (deux spécialités de Louis Couperin).
Organistes avant tout, plusieurs musiciens allemands composent aussi pour le clavecin, des suites à la française ou des pièces de forme libre à l'italienne : citons Matthias Weckmann, Johann Adam Reinken, Dietrich Buxtehude, Johann Kaspar Kerll, Johann Pachelbel, le savoyard germanisé Georg Muffat etc. Actif à Vienne entre 1661 et 1683, Alessandro Poglietti dont l'origine italienne n'est pas certaine, compose sonates et suites, son recueil le plus connu comporte une musique descriptive (Le Rossignol).
Vers la toute fin du siècle se distinguent Johann Caspar Ferdinand Fischer (Pièces de clavessin ou Musicalisches Blumen-Büschlein : suites dans la tradition française) et Johann Kuhnau (dont les Sonates bibliques (1700) se revendiquent comme musique à programme.

## LeXVIIIesiècle
C'est au XVIIIe siècle que la facture du clavecin atteint son plus haut degré de perfection, notamment à Paris (les Blanchet, Jean-Henri Hemsch, Pascal-Joseph Taskin) mais aussi à Hambourg (Hieronymus Albrecht Hass, Christian Zell), plus tard à Londres (instruments de Shudi et Kirkman). C'est précisément vers la même époque que paraissent les compositions de ceux que Norbert Dufourcq appelle « les cinq ». Selon ce spécialiste, l'œuvre de ces cinq musiciens européens réalise en effet une synthèse idéale et emblématique de la musique pour le clavecin dans sa plus grande diversité : François Couperin, Jean-Philippe Rameau, Georg Friedrich Haendel, Jean-Sébastien Bach et Domenico Scarlatti.

### François Couperin(1668-1733)
C'est pendant la seconde décennie que François Couperin, déjà âgé de 45 ans, se décide à faire éditer ses premiers « ordres ». Son œuvre, la plus importante pour le clavecin en France, comprendra 27 ordres en quatre livres (1er en 1713, 2d en 1716 ou 1717, 3e en 1722 et 4e en 1728) : les premiers se rattachent encore, de façon très libre, à la suite traditionnelle (mais peuvent comporter un nombre de pièces important : jusqu'à 22 pour le second ordre). Toute référence aux airs de danse disparaît à partir du second recueil et Couperin élabore un style qui lui est très personnel, fait d'une poésie discrète, d'une atmosphère sereine, bucolique, parfois teintée de mélancolie ou d'ironie, d'une technique qui ne se laisse jamais dominer par la virtuosité ou les effets. Couperin utilise un ambitus très réduit, et plusieurs de ses compositions nécessitent l'usage du grand clavecin à deux claviers, du fait que les mains se gêneraient sur un seul ; pour autant, son contrepoint met en œuvre rarement plus de deux voix ; la musique de Couperin est extrêmement ornée et le compositeur a indiqué avec beaucoup de précision la façon d'exécuter les ornements, insistant sur le fait que toute autre interprétation trahirait sa pensée. Ses pièces portent des noms descriptifs, référant à des personnages petits ou grands, à des caractères psychologiques, des scènes de la nature, parfois aussi intrigants par leur signification cachée (Les Gondoles de Délos, Les Barricades mystérieuses, Les culbutes Jxcxbxnxs...). Couperin est le grand poète du clavecin, et on a pu le comparer, pour cela, à Robert Schumann. Il est également l'auteur de L'Art de toucher le clavecin, ouvrage didactique qui résume son enseignement et auquel sont annexés, à titre d'exemples, huit préludes et une allemande.

### Jean-Philippe Rameau(1683-1764)
Jean-Philippe Rameau est l'autre grand claveciniste français. Bien que de 15 ans plus jeune que Couperin, il publie son premier livre dès 1706, bien avant son aîné ; il s'y révèle admirateur de Louis Marchand. Le prélude initial, toute première œuvre de Rameau, pose son auteur comme un maître du genre. Les deux livres suivants (1724 et 1728) complètent une œuvre très originale et de grande qualité, peut-être influencée par la production italienne, même si l'esprit reste très français. Rameau aime plus que Couperin les effets de virtuosité (Les Trois Mains, Les Tourbillons, Les Cyclopes...). Premier théoricien de l'harmonie (son Traité de l'harmonie paraît en 1722), il s'amuse à composer une pièce d'une audace peu commune (L'Enharmonique) ; il excelle aussi à écrire des musiques descriptives (Le Rappel des oiseaux, Les Niais de Sologne, La Poule) ou saltatoires (Tambourin, Les Sauvages) dont il utilisera plus tard les thèmes dans ses pièces lyriques. Après avoir commencé, à 50 ans, sa carrière de compositeur d'opéras, il n'écrit plus pour le clavecin seul, à part une pièce isolée, La Dauphine (1747), mais compose les cinq pièces en concert de trois instruments parmi lesquels le clavecin occupe la place la plus éminente (1741) et dont certaines peuvent néanmoins se jouer au clavecin seul.

### Georg Friedrich Haendel(1685-1759)
La production de Georg Friedrich Haendel est extrêmement importante en quantité. Elle est aussi de qualité et le génie du maître y transparait clairement ainsi que sa forte vitalité. Il y règne toutefois un désordre impressionnant, car le compositeur, beaucoup plus soucieux d'opéra que de clavecin, n'a pris le temps de superviser que l'édition de huit de ses suites en 1720. D'autres pièces furent éditées à Amsterdam de façon plus ou moins clandestine (tant le nom de Haendel était gage de succès commercial) et le plus grand nombre se trouve dispersé en manuscrits ou recueils qui posent des problèmes presque insolubles aux musicologues. En particulier, leurs dates de composition sont sujettes à de multiples conjectures, même si l'on est certain qu'il en a composé certaines pendant son séjour à Hambourg. Les suites de Haendel n'en portent que le nom car il y insère toutes sortes d'autres pièces, notamment d'inspiration et d'intitulé italiens. Il s'y révèle aussi comme un maître de la variation (air varié dit « L'Harmonieux Forgeron »). Son style exhale un sens inné de la mélodie, la majesté des thèmes et un indéfectible entrain. Il composa en outre un nombre important de pièces isolées et assez faciles (gavottes, menuets, etc.) à  destination didactique.

### Jean-Sébastien Bach(1685-1750)
L'œuvre pour clavecin de Jean-Sébastien Bach représente probablement le sommet de la littérature de cet instrument. Elle est à la fois très importante en volume, d'une qualité d'inspiration et technique irréprochable, d'une variété sans égale et opère une synthèse unique entre les principaux styles européens : celui de l'Italie (verve et souplesse mélodique, goût de la virtuosité), celui de la France (équilibre des formes, imprégnation des airs de danse), celui de l'Allemagne, avec son contrepoint rigoureux et omniprésent.
Les 7 toccatas sont des œuvres de jeunesse. Comme la Fantaisie chromatique et fugue à l'aspect improvisatoire, leur interprétation nécessite une grande virtuosité. Œuvre de jeunesse également le Capriccio sopra la lontananza del suo fratello dilettissimo, unique incursion dans le domaine de la musique descriptive.
Bach a composé une vingtaine de suites (18 sont regroupées dans trois collections d'inégale difficulté : Suites françaises, Suites anglaises, Partitas (publiées à partir de 1726) enfin, qui sont les plus achevées et les plus savantes. L'Ouverture française est à rapprocher de cet ensemble. Cette dernière œuvre fait pendant dans la Clavier-Übung au Concerto italien — concerto réduit pour un seul clavecin de façon très convaincante.
Les deux recueils de préludes et fugues du clavier bien tempéré, composés à plus de vingt ans d'intervalle (1722, 1744) dans tous les tons majeurs et mineurs de la gamme chromatique constituent une somme contrapuntique unique qui déborde de variété et qui évoque les recherches par les théoriciens, entre 1690 et 1750, du « bon » tempérament : ils ne témoignent probablement pas, contrairement à ce que l'on a longtemps cru, de la dilection de Bach pour le tempérament égal qui tend cependant à se généraliser à son époque.
Les Inventions et sinfonies sont groupées dans un recueil à but didactique qui préparent l'élève à l'approche concrète du contrepoint et de la composition. Il faut en rapprocher de nombreuses courtes pièces (petits préludes, fugues, etc.) à destination didactique.
Les Variations Goldberg sont les seules que Bach ait écrites pour le clavecin ; elles sont souvent considérées comme un des sommets de ce genre musical et mettent en lumière le goût du compositeur pour les cycles au caractère systématique.
L'Offrande musicale et L'Art de la fugue justifient la réputation de Bach comme plus grand contrapuntiste de tous les temps ; elles offrent une synthèse exceptionnelle de cette technique de composition dans ses aspects les plus accomplis (l'Art de la fugue, sorte de testament musical de Bach, n'est pas spécifiquement destiné au clavecin) : c'est une musique qui se lit autant qu'elle s'écoute.
Enfin, Bach met au point le concerto pour un ou plusieurs clavecins et orchestre, dans la tradition du concerto de soliste de Vivaldi, dont il a transcrit pour clavecin ou pour orgue plusieurs concertos écrits pour violon, ainsi que par d'autres maîtres : voir les 16 concertos pour clavecin solo BWV 972-987

### Domenico Scarlatti(1685-1757)
Italien d'origine, fils d'un musicien célèbre — son père Alessandro est un des maîtres de l'opéra napolitain — Scarlatti s'est ensuite installé à Lisbonne puis à Madrid en tant que claveciniste de la cour royale des Bourbons d'Espagne. C'était un virtuose incomparable : lors d'une joute musicale au début du siècle, il s'était imposé comme meilleur claveciniste que son ami Haendel. Son œuvre est presque exclusivement dédiée au clavecin. Cette partie a été, pour l'essentiel, composée dans la péninsule ibérique dont l'influence musicale — notamment par la musique populaire — est très sensible mais elle a, à son tour, influencé toute l'Europe musicale par la diffusion de copies nombreuses. Cette œuvre comprend le chiffre impressionnant de 555 sonates — les sonates de Scarlatti sont en grande majorité en un seul mouvement de coupe binaire avec reprise (comme les danses de la forme « suite »). Dans cette forme unique, Scarlatti trouve le cadre qui convient parfaitement à son génie musical fait d'invention mélodique, rythmique, harmonique, de trouvailles toujours renouvelées, de virtuosité. Seules 30 pièces ont été éditées de son vivant, et avec son accord, sous le nom d’Essercizi per gravicembalo (« exercices pour le clavecin »), l'essentiel des autres nous étant parvenu en copies manuscrites.

### France
Les dix premières années du XVIIIe siècle constituent l'apogée de ce que l'on a appelé la première école française : tour à tour sont publiés les recueils de Louis Marchand, Charles Dieupart, Louis-Nicolas Clérambault, Gaspard Le Roux, Jean-François Dandrieu, Jean-Philippe Rameau, Élisabeth Jacquet de la Guerre, Nicolas Siret. Tous exploitent le cadre de la suite, en se permettant parfois de nombreuses dérogations à la structure régulière. Le prélude non mesuré commence à tomber en désuétude, mais est encore illustré de façon magistrale dans la pièce initiale de Rameau.
Dans les décennies 1710 et 1720, Nicolas Siret et Jean-François Dandrieu sont les seuls à publier, à côté de Rameau et de Couperin ; ils se situent clairement dans la tradition stylistique de ce dernier. Couperin et Rameau sont les chefs de file d'une imposante lignée de clavecinistes qui publieront de très nombreux livres de clavecin entre 1730 et 1770, également influencés par les italiens, Scarlatti notamment. On les désigne souvent, de façon condescendante, comme des « petits maîtres » alors que leur production est souvent d'extrême qualité et offre une  synthèse inattendue de la poésie de Couperin et de l'exubérance de Scarlatti (par exemple chez Louis-Claude Daquin ou, de façon plus spectaculaire, chez Pancrace Royer). Les œuvres, qu'elles s'intitulent suite ou ordre, font à présent un appel presque exclusif aux pièces de caractère, portraits, évocations de la nature, scènes descriptives - parfois groupées en véritables cycles : Les caractères de la guerre, la Chasse... La sonate à l'italienne ne fait son apparition, pratiquement, que dans les œuvres où le clavecin se joint au violon, à la flûte, ou importée par les artistes étrangers tels Johann Schobert qui en compose un grand nombre. Parmi les membres de cette brillante école française ressort en particulier le nom de Jacques Duphly. Celui-ci se consacre exclusivement au clavecin en 4 livres (parus en 1744, 1748, 1756 et 1768) au fil desquels on suit l'évolution du style baroque vers le rococo, voire le classique. Duphly meurt à la veille de la Révolution Française qui porte en France le dernier coup au clavecin, déjà concurrencé par le piano-forte.
On peut rapprocher de l'école française les clavecinistes des Pays-Bas autrichiens (actuelle Belgique) tels Joseph-Hector Fiocco et Josse Boutmy qui assimilent également les influences de l'Italie et de l'Allemagne.

### Allemagne

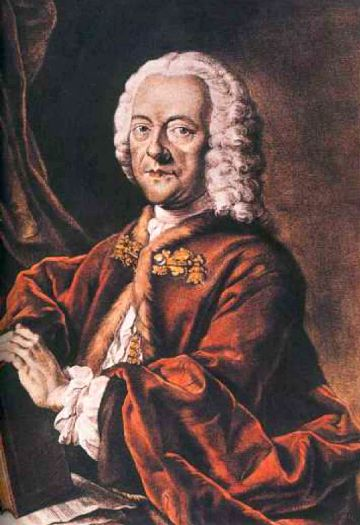
Georg Philipp Telemann

Pendant le XVIIIe siècle, J.S. Bach a relativement peu d'émules en Allemagne en ce qui concerne la musique pour clavecin solo, si on compare au foisonnement des ouvrages publiés en France. On doit cependant citer : Franz Xaver Murschhauser, Georg Böhm (onze suites et quelques pièces éparses), Johann Mattheson (douze suites), J.K.F. Fischer déjà cité (huit suites Musicalisches Blumen-Büschlein, 1696 ; neuf suites du recueil Musicalischer Parnassus, 1738), Christoph Graupner (plus de quarante suites dans le goût français, récemment redécouvertes et de très grande qualité), Georg Philipp Telemann ainsi que les fils de Bach, Wilhelm Friedemann et Carl Philipp Emanuel Bach qui contribuent à la mise au point de la forme sonate et constituent le lien avec la période classique : à compter de ce moment, la sonate supplante irrémédiablement la suite, comme le piano-forte remplace peu à peu le clavecin.
L'œuvre de Telemann est sans conteste la plus importante en nombre (elle défie le recensement) comme au niveau de la variété des formes : suites, ouvertures, fugues, sonates, fantaisies etc. Bien que l'aîné de Bach, Telemann qui est autodidacte, est un musicien plus « moderne » qui expérimente toutes les nouveautés de style et adopte très vite les modes qui se font et se défont ; sa musique est aussi beaucoup moins savante mais - rançon de sa rapidité de composition - parfois stéréotypée.
À Vienne travaille Gottlieb Muffat dont les Componimenti musicali, cycle de sept suites de formes assez libres, inspireront largement Haendel dans des œuvres de toutes natures.

### Angleterre
William Croft — une vingtaine de suites de structure très simple —, Maurice Greene — ouvertures (1745), suites (1750) — et Thomas Augustine Arne — huit sonates (1756) — sont parmi les compositeurs notables pour le clavecin en Angleterre au XVIIIe siècle. John Christopher Smith a également composé de nombreuses suites, dont les plus tardives sont manifestement influencées par Scarlatti, avec des croisements de mains. Elisabetta de Gambarini compose deux recueils de lessons for the harpsichord (1748) mais décède très jeune. Thomas Chilcot (1707-1766), compose six suites dans le style de Georg Friedrich Haendel. Jacob Kirckman, neveu du facteur de clavecins, a également composé des sonates et des œuvres à quatre mains.

### Italie
Si l'on excepte Domenico Scarlatti dont la partie la plus féconde de la carrière se déroule hors d'Italie, le clavecin n'est certainement pas l'instrument soliste le plus prisé au XVIIIe siècle, malgré une production considérable. On peut cependant citer les noms de Domenico Zipoli (jésuite qui importe la musique européenne sur le continent sud-américain où se déroule sa carrière), Francesco Durante, Benedetto Marcello, Domenico Cimarosa, Baldassare Galuppi, Giovanni Marco Rutini, Giovanni Battista Pescetti, Giuseppe Sarti qui publient en très grand nombre des sonates pour cet instrument, ainsi que deux compositrices italiennes qui exercent leurs talents hors de la péninsule : Anna Bon di Venezia et Genovieffa Ravissa. Domenico Alberti introduit dans ses sonates la basse qui porte son nom et qui sera une des marques du style galant et de l'évolution vers le classicisme et la prédominance du piano. D'autres artistes émigrent et diffusent à l'étranger la sonate dans le style italien, tels Pietro Domenico Paradisi (Londres) ou Giovanni Platti (Würzburg). Azzolino della Ciaja est peu prolifique, mais un des plus originaux, avec des pièces d'une grande singularité, tant harmonique que rythmique. Le Padre Martini, mentor et ami de Mozart, écrit des sonates au contrepoint rigoureux évoquant Bach qui conviennent au clavecin ou à l'orgue (l'orgue italien utilise peu le pédalier, d'ailleurs souvent absent) comme le faisait Frescobaldi.

### Péninsule ibérique
Domenico Scarlatti a côtoyé, pendant ses séjours à Lisbonne puis à Madrid, les deux plus célèbres clavecinistes de la péninsule ibérique : le portugais Carlos de Seixas et le catalan Antonio Soler, beaucoup plus jeunes que lui. L'œuvre de ces deux artistes se ressent clairement de l'influence du grand musicien italien, de son goût pour la virtuosité, pour les effets de rythme, pour une harmonie audacieuse, pour le caractère de la musique populaire espagnole, quand bien même chacun possède son propre style. Tous deux ont écrit, à l'instar de Scarlatti, des dizaines et des dizaines de sonates, de forme libre, à plusieurs mouvements ou, très souvent, à un seul mouvement. Soler laisse aussi un extraordinaire fandango (dont l'attribution n'est toutefois pas certaine).

## LeXXesiècle
Pendant tout le XIXe siècle, le clavecin fut délaissé par les compositeurs dont la faveur se tourna vers le piano ; c'est également au piano qu'on jouait les œuvres du passé lorsqu'elles n'avaient pas été oubliées.
Au cours du XXe siècle, sous l'impulsion de Wanda Landowska, une vraie redécouverte du clavecin se produit et les œuvres pour clavier des maîtres de la Renaissance et du baroque sont enfin à nouveau rendues à l’instrument pour lequel elles avaient été écrites. Cette renaissance du clavecin ne se limite pas à l’exécution des œuvres du passé mais se concrétise aussi dans toute une nouvelle production de compositions explicitement écrites pour cet instrument, à partir des années 1920. Les œuvres pour clavecin et clavicorde du XXe siècle se comptent par milliers. Ce sont surtout les compositeurs européens, parmi lesquels une place d'honneur est occupée par les compositeurs de l’Europe de l’Est, qui donnent un nouvel élan à la composition pour clavecin, qui toutefois trouve des témoins même aux États-Unis.

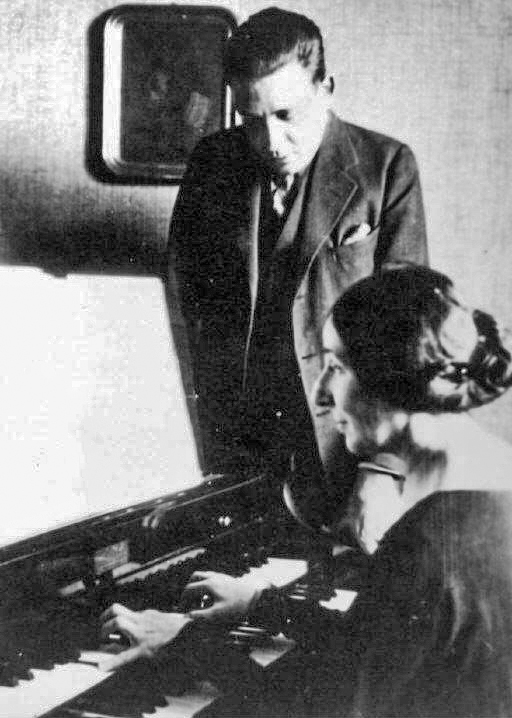
Francis Poulenc et Wanda Landowska au clavecin.

Les premières œuvres notables pour clavecin du XXe siècle sont le Concerto pour clavecin, flûte, hautbois, clarinette, violon et violoncelle de Manuel de Falla (1923-1926) et le Concert champêtre de Francis Poulenc (1927-1928), suivis par les œuvres de Bohuslav Martinů (Concerto pour clavecin et petit orchestre, 1935 ; Promenades pour flûte, violon et clavecin, 1939 ; Sonate pour clavecin, 1958), la Musique de chambre pour clavecin et sept instruments (1936) de Hans Krása, le Concerto pour clavecin de Cyril Scott (1937) et la Petite Symphonie concertante pour harpe, clavecin, piano et deux orchestres à cordes de Frank Martin (1944-1945).
Après la Seconde Guerre mondiale, le répertoire pour clavecin ne cesse de s'agrandir et les compositeurs de l’Europe orientale sont particulièrement actifs. Oldřich František Korte produit Three Canonic Dances pour hautbois et clavecin (1944-54). Ilja Hurník écrit une sonata da camera pour flûte, hautbois, violoncelle et clavecin (1953) et un concerto pour hautbois, cordes et clavecin (1959). Edison Denisov écrit en 1964 ses Italian Songs (1964), sur texte de Alexandre Blok, pour soprano, flûte, cor, violon et clavecin, suivies par Musique de chambre pour alto, clavecin et cordes et, plus tard, par un concerto pour flûte, vibraphone, clavecin et cordes (1993) et un concerto pour deux altos, clavecin et cordes. D'autres importants compositeurs de l'Europe orientale ayant produit pour le clavecin sont Mieczyslaw Weinberg (symphonie nº 7, 1964), Krzysztof Penderecki (Fonogrammi, 1961 ; Partita pour clavecin et orchestre, 1972), Zdeněk Lukáš (Musica da Concerto pour 12 cordes et clavecin, op.102, 1974 ; Meditace (Méditation), pour alto et clavecin, op.116, 1975 ; Meditace - Rondo (Méditation – Rondo), pour alto et clavecin, op.128, 1977 ; Concerto pour clavecin et orchestre de cordes, op.152, 1980 ; Partita pour clavecin op.154, 1980 ; V podzámčí, 4 danses tchèques pour clavecin avec chœur mixte op.170, 1981 ; Cantabile pour alto et clavecin op.216, 1988 ; Za Dunaj, pièce pour clavecin et orchestre de chambre op.240 ; Rondo pour violoncello et clavecin, op.257 ; Canto pour 4 flûtes et clavecin, op.275, 1996 ; Ricordo, Quintette pour 2 hautbois, basson, clavecin et contrebasse, op.296, 1998 ; Supplemento pour alto et clavecin, op.334), Viktor Kalabis (Concerto pour clavecin et cordes, op. 42, 1975, et des pièces pour clavecin solo), Jiří Válek (deux concerts pour flûte, hautbois, violon, alto, violoncelle et clavecin, 1970 et 1979, ainsi que des pièces pour clavecin solo), Peeter Vãhi (concerto piccolo pour clavecin et orchestre de chambre, en 3 movements, 1976), Alfred Schnittke (Concerto Grosso no 1 pour clavecin, piano préparé et cordes, 1977 ; Concerto Grosso n° 3, pour deux violons, clavecin et cordes, 1985 ; Concerto Grosso no 4 (symphonie no 5), pour violon, hautbois, clavecin et orchestre, 1988), Henryk Górecki (Concerto pour clavecin et orchestra op. 40, 1980), Pēteris Vasks (cantate pour clavecin, 1980), Vladimír Godár (Ricercar pour 4 instruments, pour flûte, hautbois, violoncelle et clavecin, 1977, rev. 1995 ; Melodiarium pour cordes et clavecin, 1980 ; Partita pour 54 cordes, clavecin, timbales et cloches tubulaires, 1983 ; Concerto grosso per archi e cembalo, pour 6 violons, 3 altos, 2 violoncelles et clavecin, 1985 ; Suite de danses, d'après Vietoris Tabulature, 22 danses pour cordes et clavecin, 1985 ; Lullabies of Jan Skácel pour soprano, flûte, violoncelle et clavecin, 1986 ; Barcarolle pour violon, 12 cordes, harpe et clavecin, 1993 ; Ecce puer pour soprano, deux violons, contrebasse, guitare, harpe et clavecin, 1997 ; Stabat Mater pour voix féminine, violon, harpe, chitarrone et clavecin, 2001 ; Regina coeli pour voix féminine, chœur, violon, chitarrone et clavecin, 2003 ; Little Suite for Little David, pour violon guitare, orchestre de cordes et clavecin, 2005), Helena Tulve (Sans titre pour clavecin, 1999 ; … il neige pour clavecin et kantele estonien, 2004), György Ligeti (quatre pièces pour clavecin solo dont Continuum), Toivo Tulev (Du, ewig Du pour flûte, violoncelle et clavecin, 2001), Mirjam Tally (Swimming Bach pour clavecin et phonogramme, 2001 ; Line pour cithare estonienne et clavecin, 2006/7). Autres auteurs ayant écrit pour le clavecin solo sont Jiri Gemrot, Lubor Bárta, Milan Slavicky, Jiri Teml et Petr Eben. Le claveciniste néerlandais Hendrik Bouman a également composé de très nombreuses pièces dans le style des XVIIe et XVIIIe siècles, dont 2 concertos, des pièces pour clavecin solo et de nombreuses pièces incluant l'instrument pour la basse continue.
En Europe occidentale, le clavecin est utilisé dans les œuvres de Vittorio Rieti (Partita pour clavecin, flûte, hautbois et quatuor de cordes, 1945 ; Concerto pour clavecin, 1955), Goffredo Petrassi (Sonata da camera pour clavecin et 10 instruments, 1948; Sérénade pour flûte, clavecin, percussions, alto et contrebasse, 1958 ; Ala pour flûte, piccolo et clavecin, 1972 ; Alias pour guitare et clavecin, 1977), Roberto Gerhard (Concerto pour clavecin, orchestre de cordes et percussions, 1955-56), John McCabe (Concerto pour clavecin, 1968), Stephen Dodgson (Duo Concertante pour guitare et clavecin, 1968 ; Suite in re majeur pour hautbois et clavecin, 1972 ; Shine and Shade pour flûte à bec et clavecin, 1975 ; Dialogues pour guitare et clavecin, 1976 ; Quatre rondeaux de Charles d'Orléans pour soprano et clavecin, 1982 ; High Barbaree pour flûte à bec, guitare et clavecin, 1999 ; Venus to the Muses pour soprano, flûte à bec, basson et clavecin, 2002 ; Warbeck Trio pour flûte à bec, basson et clavecin, 2002 ; Inventions pour clavecin), Salvatore Sciarrino (De o de do, 1970), Joonas Kokkonen (Durch einen Spiegel pour 12 cordes et clavecin, 1977), Louis Andriessen (Ouverture pour Orphée, 1982 ; Dubbelspoor, musique de ballet pour piano, clavecin, glockenspiel et célesta, 1986), Alfred Felder (Ballade pour violoncelle, clavecin et cordes, 1982-1983 ; Notturno pour violoncelle et clavecin, 1986 ; Melisma pour soprano, violoncelle et clavecin, 1992), Jukka Tiensuu (Fantango, 1984), Michael Nyman (Childs Play pour deux violons et clavecin, 1985 ; The Convertibility of Lute Strings pour clavecin, 1992 ; Tango for Tim pour clavecin, 1994 ; Concerto pour clavecin et orchestre, 1995 ; Elisabeth Gets Her Way pour clavecin, 1996), Kaija Saariaho (Jardin secret II 1986-86), Jacques Valmond (Concerto pour violon, cordes et clavecin op. 5, 1985 ; Trois escapades pour deux violons et clavecin), Alun Hoddinott (Doubles pour hautbois, orchestre à cordes et clavecin, 1982), Roberto Carnevale (Herr Dr. Doppler, étude – divertissement pour flûte, guitare, violoncelle et clavecin, 1987 ; Hagamos un trato con Falla, pour clavecin, flûte, hautbois, clarinette, violon et violoncelle, 1990 ; Athenaeum pour choir, violon, guitare, clavecin, piano et percussions, 1995 ; Toccata-Parodia pour clavecin, 1995), Arnold Rosner (Musique de clavecin, 1974 ; Concerto pour clavecin et cordes, 2000), Robert Starer (The Seven Faces of Fernando pour clavecin ; Yizkor and Anima Eterna pour flûte et clavecin), Theodore Antoniou (Suite pour violon et clavecin), Jean Courtioux (Petite Suite magyare pour percussions et clavecin).
Parmi les compositeurs américains ayant écrit pour le clavecin, il faut mentionner Walter Piston (Sonatina pour violon et clavecin, 1945), George Barati (Quatuor Baroque pour clavecin, flûte, hautbois contrebasse 1951), Elliott Carter (sonate pour flûte, hautbois, violoncelle et clavecin ; double concerto pour clavecin, piano et deux orchestres de chambre, 1959-1961), Alan Hovhaness (Duet pour violon et clavecin Op. 122, 1954 ; Sextet pour flûte à bec, quatuor pour cordes et clavecin, 1958, plusieurs sonates pour clavecin solo), Daniel Pinkham (Partita pour clavecin, 1964) et Henry Cowell (Set of Four, 1955-56 ; Introduction and Allegro, pour alto et clavecin ; Prelude and Allegro pour violon et clavecin : 1960 ; Quatuor pour flûte, hautbois, violoncelle et clavecin, 1954), Peter Child (Fantasia pour clavecin), Alvin Elliot Singleton (Le tombeau du petit prince pour clavecin), Gunther Schuller (Fantasia Impromptu pour flûte et clavecin), Lou Harrison (Six sonatas pour clavecin), Ellen Taaffe Zwilich (Fantasia pour clavecin), Gardner Read (Fantasia-Toccata pour clavecin, Op. 148), Lester Trimble (Four Fragments From the Canterbury Tales pour voix, clarinette, flûte et clavecin), Samuel Adler (sonate pour clavecin, 1982 ; Bridges to Span Adversity pour clavecin, 1989), Christopher Rouse (Lares Hercii pour violon et clavecin, 1983), Samuel Jones (Deux mouvements pour clavecin, 1989), Ronald Caltabiano (Fanfares pour clavecin, 1994), Adolphus Hailstork (Baroque Suite pour violon et clavecin), Carson Cooman (Triptych for Harpsichord Op. 101, 1999 ; Sonata for Harpsichord Op. 604, 2004 ;  Unmeasured Preludes Op. 697, 2006 ; Toccata Brevis Op. 702, 2006), Harold Maltzer (Virginal, pour 15 instruments et clavecin, 2002 ; Toccatas pour clavecin, 2005), Philip Glass (Concerto pour clavecin et orchestre de chambre, 2002). Particulièrement prolifique est Robert Baksa, qui a composé pour le clavecin solo trois sonates (1998), quatre suites au titre de Antica nova (1987-1996), une partite (Fantasy Partita, 1987), Three Line Studies (1997), Duo Sonata pour deux clavecins (1997), ainsi que des œuvres pour clavecin et d'autres instruments (Duo Concertante pouir guitare et clavecin, 1999; concerto pour clavecin et cordes, 1984; Trio in Triptych pour flûte, hautbois et clavecin, 1991; Baroque Reflections pour flûte, hautbois, violon, violoncelle et clavecin, 1998).
Dmitri Chostakovitch (Hamlet, 1964), Karlheinz Stockhausen (Tierkreis, 1974-75), Kalevi Aho (Symphonie no 9, 1993-1994), Alfred Schnittke (Symphonie no 8, 1998) et Mari Vihmand (Symphonie, 1990) font appel au clavecin dans le cadre de leur orchestration.
Pour la France, une compilation (réalisée en 2009) montre la compositions d'environ 200 œuvres par une centaine de compositeurs. Outre le concerto de Poulenc, on peut citer :
- François-Bernard Mâche (sept œuvres)[3],
- Marius Constant (Moulins à Prieres pour clavecin, 1969 ; Siletes pour clavecin, 1973),
- Iannis Xenakis (notamment Khoai en 1976),
- Alain Louvier (plusieurs pièces pour clavecin et pour virginal),
- Henri Dutilleux (pièce pour clavecin, hautbois, basson et percussions, 1991),
- Jean Françaix (Concerto pour clavecin, flûte et cordes ; Insectarium pour clavecin),
- Darius Milhaud (Suite pour clavecin et violon ; Suite pour petit orchestre),
- Maurice Ohana (six œuvres ont Chiffres de Clavecin pour clavecin et orchestre),
- Betsy Jolas (trois pièces dont une de musique de chambre),
- Graciane Finzi (six œuvres dont Profil sonore pour clavecin, 1970 et Espressivo pour clavecin amplifié et sons fixés, 1996),
- Jacques Charpentier (Concerto n°3 pour clavecin et orchestre à cordes ; Prélude),
- Georges Aperghis (Musical Box, Petits moments brefs),
- Bruno Mantovani (L'Art de la fougue).
- Rolande Falcinelli (Mémorial Mozart, Résonances romantiques, Inventions)